# فرانسيس ليدير
فرانسيس ليدير، من مواليد 6 نوفمبر 1899، وتوفي بتاريخ 15 مايو 2000، وهو ممثل سينمائي أمريكي، شارك في عدة أفلام، ومنها فيلم اعترافات جاسوس نازي.